# Olivier Pérez González
Olivier Pérez González es un político, abogado y notario costarricense. Graduado en la Universidad Autónoma de Centro América, fue diputado en el período 2006-2010, representante de la provincia de Puntarenas y fue presidente del Partido Acción Ciudadana uno de los partidos mayores de Costa Rica, actualmente en el gobierno.